# Antarafacjalny-suprafacjalny
Antarafacjalny i suprafacjalny – dwa terminy dotyczące topologii reakcji chemicznych występujące w chemii organicznej. Związane są one ze stereochemią tworzenia lub rozrywania co najmniej dwóch wiązań chemicznych związanych z określonym fragmentem danej cząsteczki chemicznej. Zazwyczaj terminy te pojawiają się w opisie stereochemii reakcji pericyklicznych takich jak cykloaddycje lub przegrupowania sigmatropowe.
- Opisywana relacja może być antarafacjalna, gdy zaangażowane są w nią dwie przeciwległe strony (lica) cząsteczki.
- Gdy w oddziaływania zaangażowane są te same strony (lica) reagentów proces nazywany jest suprafacjalnym.

Jako przykład może posłużyć [1,3]-przesunięcie wodoru, w przypadku tego procesu ma miejsce oddziaływanie dwóch orbitali granicznych, którymi są wolny rodnik allilowy oraz orbital 1s wodoru. Reakcja zachodząca na sposób suprafacjalny jest zabroniona poprzez nieprawidłową symetrię orbitali chemicznych, zaangażowanych w jej przebieg (obydwa orbitale mają inny znak; należy jednak zaznaczyć, że nie jest on związany w żaden sposób z ładunkiem ulokowanym w danym miejscu cząsteczki a jedynie z algebraicznym znakiem funkcji falowej opisującej dany orbital). W przypadku opisywanej reakcji proces zachodzący w sposób antafaracjalny także nie jest preferowany z uwagi na występowanie wysokoenergetycznego stanu przejściowego. Znacznie bardziej rozpowszechnione jest występowanie [1.5]-przesunięcią wodoru, które zachodzi zazwyczaj na sposób suprafacjalny.

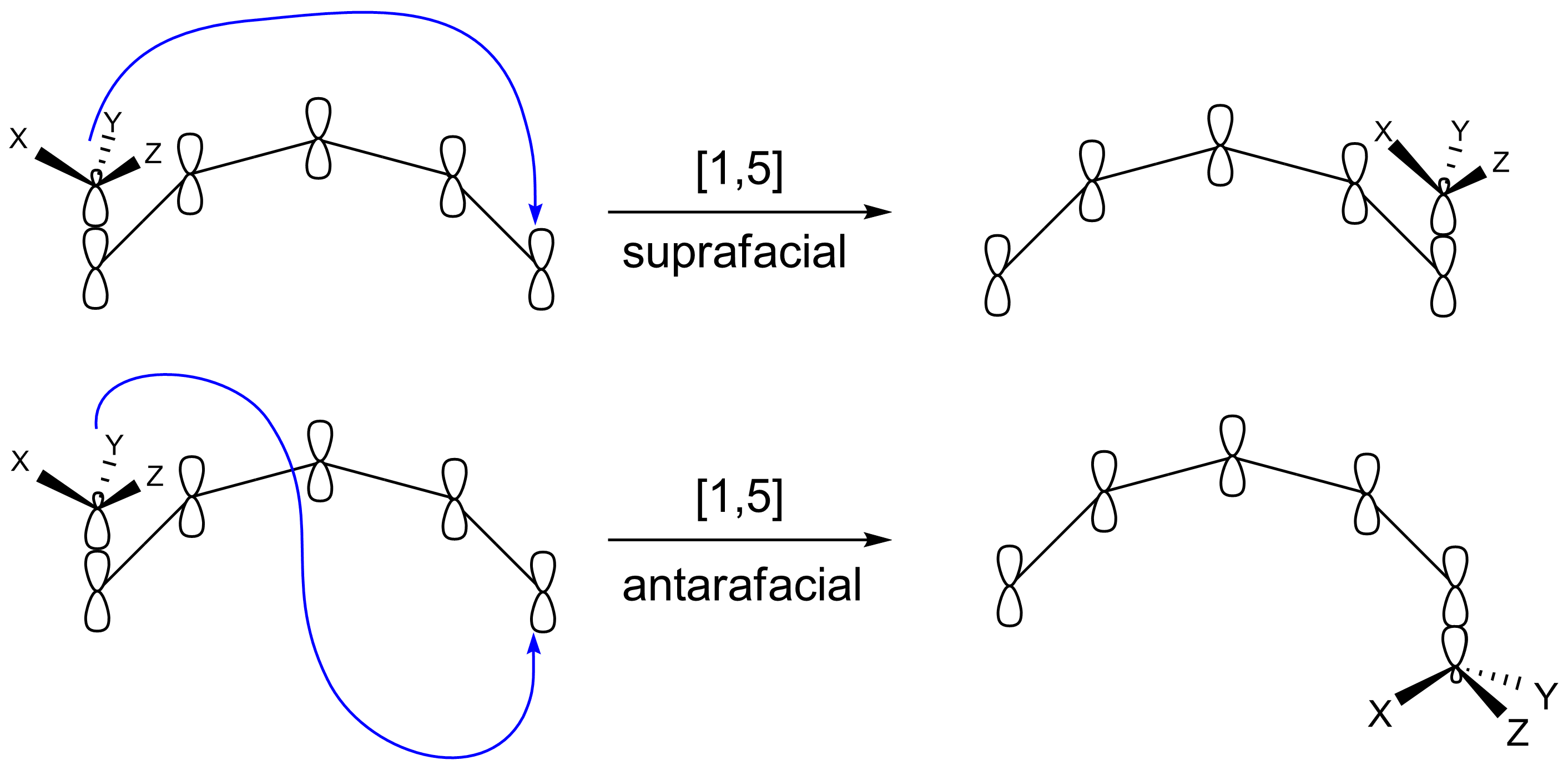
Przykład pokazujący różnicę pomiędzy procesem suprafacjalnym a antarafacjalnym